# لائورا لوپس (بازیکن واترپلو)
لائورا لوپس (اسپانیایی: Laura López‎؛ زادهٔ ۱۳ ژانویهٔ ۱۹۸۸) بازیکن واترپلو اهل اسپانیا است.
وی به‌همراه تیم ملی واترپلو زنان اسپانیا به مدال نقره بازی‌های المپیک تابستانی ۲۰۱۲ دست پیدا کرده‌است.